# Capela Nicolina
A Capela Nicolina (em italiano:  Cappella Niccolina) é uma capela no Palácio Apostólico no Vaticano. É especialmente notável pelos seus frescos de Fra Angelico (1447-1451) e seus assistentes, que poderão ter executado a maior parte do trabalho real. O nome provém do seu mecenas, o Papa Nicolau V, que a tinha encomendado para usar como capela privada.
A capela está situada na Torre de Inocêncio III, na parte mais antiga do Palácio Apostólico. As paredes foram decoradas por Fra Angelico com imagens de dois dos primeiros mártires cristãos, Santo Estêvão e São Lourenço.
Os frescos, cheios de detalhes arquitetónicos, fazem alusão ao desejo de Nicolau V de reconstruir Roma como capital do Cristianismo. As grandes muralhas que se vêem no fresco Martírio de Santo Estêvão lembram a reconstrução das muralhas de Roma.